# Ockenhausen
Ockenhausen ist ein Ort in der Gemeinde Uplengen im Landkreis Leer in Ostfriesland. Gemeinsam mit Oltmannsfehn bildet es den Ortsteil Oltmannsfehn. Ockenhausen selbst ist keine offizielle Bezeichnung einer Ortschaft der Gemeinde Uplengen.

## Geschichte
Erster Siedler ist Ocke Janssen aus Poghausen, der sich vermutlich 1813 in Ockenhausen niederließ. Nach ihm ist die Siedlung benannt. Erstmals wird sie 1842 als Ockenhusen genannt. Seit 1871 wurde der Ort auch als Kolonie Barkensweg bezeichnet.
Kirchlich gehörte die neue Siedlung zunächst zur Kirchengemeinde Uplengen (Remels). Im Jahr 1897 wurde die evangelisch-lutherische Kirchengemeinde Ockenhausen gegründet, 1899 konnte die Ockenhausener Kirche eingeweiht werden.

## Vereine
- Fußballverein VFL Ockenhausen e. V. von 1954
- Volleyballverein Ockenhausen
- Boßelverein Ockenhausen e. V.
- Freiwillige Feuerwehr Oltmannsfehn - Ockenhausen
- Bürgerverein Oltmannsfehn / Ockenhausen